# 마지막 강의
마지막 강의(영어: The Last Lecture)는 미국 펜실베이니아주에 소재한 피츠버그시의 카네기 멜론 대학교의 컴퓨터 공학부 교수인 랜디 포시 교수가 2007년 9월에 '당신의 어릴 적 꿈을 진짜로 이루기'(Really Achieving Your Childhood Dreams)라는 제목으로 강의한 내용을 토대로 출판한 책이다. 미국에서는 출판되자마자 아마존과 뉴욕타임스 베스트셀러 1위에 올랐으며, 국내에서는 심은우의 번역으로 살림출판사에서 출판되었다.

## 배경
마지막 강의가 있기 몇 달 전에 랜디 포시교수는 말기 췌장암 판정을 받았으며, 이로 인하여 대학교 강단에서의 활동이 불가능하게 되어 대학교를 떠나게 되었다. 대학교를 떠나서 가족과 함께 버지니아주에 거주하던 랜디 포시교수는 대학교의 요청으로 특강을 하게 되었으며 2007년 9월 18일에 카네기 멜런 대학교에서 마지막으로 강의를 했다.
이 강의에서 랜디 포시 교수는 자신의 삶이 얼마 남지 않았음을 고백하고, 학생들에게 자신의 꿈을 이루기 위해서 어떤 노력을 해 왔는지를 역설하면서 희망과 용기를 주는 강의를 하였다. 카네기 멜론 대학교내의 교내 방송 시스템에 의하여 실시간으로도 방송된 이 강의는 나중에 유튜브에 올려졌으며, 현재까지 약 900만명 이상의 조회를 기록하게 되었다. 또한 그의 강의는 한국어, 중국어, 독일어, 스페인어 등으로 번역되었다.